# Sant Feliu de Veri
Sant Feliu de Veri és un poble aragonès, pertanyent al municipi de Bissaürri, comarca de la Ribagorça. Se situa al nord del massís Turbó, a la vall del riu Gavàs, anomenada vall de Sant Feliu. S'han trobat a la cova d'Els Trocs assentaments de més de 7.300 anys d'antiguitat.